# Championnat des États-Unis des rallyes Rally America
Le Championnat des États-Unis des rallyes Rally America succède à celui de la SCCA (ProRally) à partir de 2005. Il a brièvement porté le nom de RallyCar de juillet à décembre 2010.
La société Rally America a été fondée en 2002 par le propriétaire de l'équipe de rallye CPD Doug Havir, travaillant de concert avec la SCCA jusqu'à la fin de l'année 2004, date à laquelle cette dernière structure cessa ses activités dans le monde des rallyes et vendit tous ses droits et biens en la matière à Rally America.
En 2011, l'homme d'affaires Bill Fogg (Vermont) a racheté la société à Doug Havir.

## Épreuves au calendrier depuis sa création
- Colorado Cog : 2005 à 2009 ;
- Lake Superior Rally (LSPR) : 2005 à 2009, 2013 à... ;
- Maine Forest Rally : 2005 et 2006;
- New England Forest Rally : 2007 à aujourd'hui ;
- Ojibwe Forests Rally : 2005 à 2009, 2013 à... ;
- Rallye Olympus : 2007 à 2012 ;
- Oregon Trail Rally : 2005 à aujourd'hui ;
- Pikes Peak International Hill Climb : 2005 ;
- Rally in the 100 Acre Wood : 2006 à aujourd'hui ;
- Sno*Drift Rally : 2005 à aujourd'hui ;
- Susquehannock Trail Performance Rally (STPR) : 2005 à aujourd'hui ;
- Wild West Rally : 2006.

(nb : actuellement les rallyes du championnat sont géographiquement regroupés : plus de la moitié des courses se situent au centre-ouest du pays, entre le Minnesota, le Michigan et le Missouri, deux autres à l'est, en Pennsylvanie et dans le Maine, et une dernière au nord-ouest dans l'Oregon. Chaque année cinq à six épreuves du calendrier sont sélectionnées pour établir les classements de la Coupe d'Amérique du Nord des rallyes.)

## Palmarès
| Année | Pilote (Open)    | Voiture                       |
| ----- | ---------------- | ----------------------------- |
| 2014  | David Higgins    | Subaru Impreza WRX STI        |
| 2013  | David Higgins    | Subaru Impreza WRX STI        |
| 2012  | David Higgins    | Subaru Impreza WRX STI        |
| 2011  | David Higgins    | Subaru Impreza WRX STI        |
| 2010  | Antoine L'Estage | Mitsubishi Lancer Evolution X |
| 2009  | Travis Pastrana  | Subaru Impreza WRX STI        |
| 2008  | Travis Pastrana  | Subaru Impreza WRX STI        |
| 2007  | Travis Pastrana  | Subaru Impreza WRX STI        |
| 2006  | Travis Pastrana  | Subaru Impreza WRX STI        |
| 2005  | Patrick Richard  | Subaru Impreza WRX STI        |

(nb : le championnat des constructeurs a été supprimé par Rally America, la très grande majorité des équipages étant propriétaire de ses propres véhicules. Trois grandes catégories sont proposées pour les classements des courses et du championnat : Open, Super Production, et Deux Roues Motrices.)